# Örsjön (Lima socken, Dalarna, 677542-134165)
Örsjön är en sjö i Malung-Sälens kommun i Dalarna och ingår i Göta älvs huvudavrinningsområde. Sjön är 13 meter djup, har en yta på 0,465 kvadratkilometer och befinner sig 537,6 meter över havet. Sjön avvattnas av vattendraget Sittån. Vid provfiske har abborre, elritsa, lake och öring fångats i sjön.

## Delavrinningsområde
Örsjön ingår i det delavrinningsområde (677452-134236) som SMHI kallar för Inloppet i Tandsjön. Medelhöjden är 578 meter över havet och ytan är 11,49 kvadratkilometer. Det finns inga avrinningsområden uppströms utan avrinningsområdet är högsta punkten. Sittån som avvattnar avrinningsområdet har biflödesordning 3, vilket innebär att vattnet flödar genom totalt 3 vattendrag innan det når havet efter 545 kilometer. Avrinningsområdet består mestadels av skog (72 procent) och sankmarker (16 procent). Avrinningsområdet har 0,46 kvadratkilometer vattenytor vilket ger det en sjöprocent på 4 procent.